# Agat
Agat o Hågat è un villaggio del territorio non incorporato statunitense dell'isola di Guam. 
Al censimento del 2000 aveva una popolazione di 5.656 abitanti.